# Kirchenthurnen
Kirchenthurnen (tot 1860 officieel in het Duits Thurnen) is een plaats en voormalige gemeente in het Zwitserse kanton Bern, en maakt deel uit van het district Bern-Mittelland.
- Gemeinsame Normdatei: 4782386-0
- Historisch woordenboek van Zwitserland: 000496
- Virtual International Authority File: 239665689
- WorldCat: E39PBJtxhTdffP93BxbTTmJ4bd